# Stefano Adabbo
Stefano Adabbo (* 12. November 1956 in Lucca) ist ein italienischer Chorleiter, Dirigent, Komponist, Pianist und Musikpädagoge.

## Leben
Stefano Adabbo studierte Klavier am Istituto Musicale “Boccherini” in Lucca, Komposition, Chormusik und Chorleitung am Conservatorio di Musica Luigi Cherubini in Florenz und Orchesterleitung am Conservatorio Giuseppe Verdi in Mailand. An der Accademia Musicale Pescarese vertiefte er dieses bei Mario Gusella. Er studierte auch Klassische Altertumswissenschaft. Seine künstlerische Tätigkeit begann er als Pianist und Chorleiter. 1982 wurde er Assistent von Romano Gandolfi, dem Chorleiter des Teatro della Scala in Maila. Hier arbeitete er fünf Spielzeiten lang. Danach war er Chorleiter am Teatro Comunale di Genova, am Teatro Comunale di Firenze und vier Jahre lang am Teatro La Fenice in Venedig. Hier arbeitete er an vielen Produktionen wie I Capuleti e i Montecchi, die Große Messe in c-moll, Fidelio, Stabat Mater von Gioacchino Rossini, sowie Ernani, Simon Boccanegra und Messa da Requiem von Giuseppe Verdi. Danach war er Chorleiter am Istituzione dei Concerti und am Teatro Lirico di Cagliari. Mehrfach dirigierte er den Chor des Teatro Regio di Parma und des Coro Lirico Toscano. Dirigenten mir denen er zusammenarbeitete waren unter anderem Claudio Abbado, Riccardo Muti, Gianandrea Gavazzeni, Lorin Maazel, Zubin Mehta, Giuseppe Sinopoli und Riccardo Chailly. Er fungierte als Klavierbegleiter verschiedenerSänger in Italien, Europa und dem Fernen Osten. Als Dirigent leitete er verschiedene Werke der sinfonischen Chormusik, wie Requiem und Krönungsmesse von Mozart, Stabat mater und Petite Messe solennelle von Rossini und Messa da Requiem von Verdi. Er leitete auch diverse Opernaufführungen von Rossini, Gaetano Donizetti, Verdi, Giacomo Puccini, Ermanno Wolf-Ferrari, Kurt Weill und andere Komponisten. Er widmete sich auch der Verbreitung der Musik des 20. Jahrhunderts. Er gründete das Agon Ensemble, mit dem er zeitgenössische Werke wie Pierrot Lunaire von Arnold Schönberg und L’histoire du Soldat von Igor Strawinsky aufführte. Seit 2001 ist er Inhaber des Lehrstuhls für Chorleitung und Chorrepertoire an der Schule für Musikpädagogik am Musikkonservatorium Antonio Buzzolla in Adria. 2007 führte er dreimal das Stabat mater von Luigi Boccherini mit der Associazione Flam di Lucca und dem Orchester des Teatro del Giglio in Lucca auf.
Neben seinen Tätigkeiten als Dirigent und Chorleiter fungiert er als Klavierbegleiter verschiedener Instrumentalisten und Sänger in Italien, Europa und dem Fernen Osten. Zu ihnen zählen die Sopranistin Rima Tawil, der italienische Tenor Mario Malagnini, der italienische Violinist Alessandro Perpich, und die finnische Violinistin Jenni Kuronen.

## Werke (Auswahl)
- Gemma Galgani – L’Espropriata di Lucca [Die Enteignete von Lucca]. Musik zum Spettacolo drammaturgico von Salvatore Pagano. Aufgeführt am 16. November 2007 im Convento delle Passioniste di Camigliano Santa Gemma in Lucca[7]